# Wytwórnia Sprzętu Komunikacyjnego Gorzyce
Wytwórnia Sprzętu Komunikacyjnego Gorzyce – polski producent podzespołów dla przemysłu samochodowego i motoryzacyjnego z siedzibą w Gorzycach k/ Sandomierza.

## Historia
Przedsiębiorstwo zostało założone w 1938 roku przez spółkę Mieszczański i Sokołowski. Na nabytych pastwiskach w dawnych rozlewiskach Sanu w pobliżu wsi Gorzyce, w ramach Centralnego Okręgu Przemysłowego, wybudowano niewielką odlewnię i budynek biurowy wytwarzające odlewy dla przemysłu lotniczego.
W 1948 roku nastąpiło upaństwowienie zakładu. Stał się filią metalurgiczną Wytwórni Sprzętu Komunikacyjnego Rzeszów.
W 1949 roku zakład stał się samodzielnym przedsiębiorstwem państwowym - główny producent odlewów ze stopów metali kolorowych: aluminium, magnezu miedzi dla przemysłu lotniczego i motoryzacyjnego.
Na mocy rozporządzenia Ministra Przemysłu Ciężkiego z dnia 1 stycznia 1951 roku na bazie zakładu powstało przedsiębiorstwo państwowe pod nazwą „Wytwórnia Sprzętu Komunikacyjnego" z siedzibą w Gorzycach k/ Sandomierza.
W 1967 roku zakład produkcję tłoków.
W 1992-1993 roku uruchomiono produkcję kół aluminiowych do samochodów osobowych.
W 1994 roku uruchomiono produkcję pierścieni żeliwnych - wkładek Alfin do tłoków.
W 01.12.1999 roku przekształcono w Spółkę Akcyjną.
W 2001 roku WSK Gorzyce S.A. została zakupiona przez amerykańskie Federal-Mogul Corporation i zmieniła swoją nazwę na Federal-Mogul Gorzyce Sp. z o.o.